# Cybocephalus kathrynae
Cybocephalus kathrynae là một loài bọ cánh cứng trong họ Cybocephalidae. Loài này được Smith in Smith & Cave miêu tả khoa học năm 2006.